# Station Toruń Wschodni
Station Toruń Wschodni is een spoorwegstation in de Poolse plaats Toruń.